# Banjaragung (Puri)
Banjaragung is een bestuurslaag in het regentschap Mojokerto van de provincie Oost-Java, Indonesië. Banjaragung telt 9312 inwoners (volkstelling 2010).